# Henk Mudge

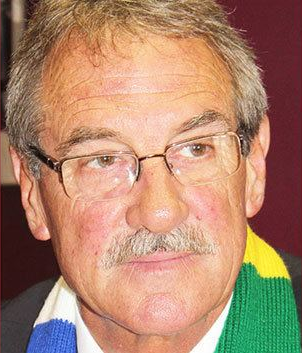
Henk Mudge, 2020

Henry Ferdinand „Henk“ Mudge (* 18. Februar 1952 in Otjiwarongo, Südwestafrika) ist ein namibischer Politiker. Er ist Mitglied der Republican Party of Namibia (RP), die seit 2003 von ihm geführt wird.
Von 2005 bis 2010 war Mudge zudem einziger Vertreter seiner Partei in der namibischen Nationalversammlung. Sein Vater war der Politiker Dirk Mudge.

## Präsidentschaftskandidat
Mudge nahm bei den Präsidentschaftswahlen 2004 (1,95 Prozent) und 2009 (1,16 Prozent) als Kandidat teil und trat erneut bei der Wahl 2014 (0,97 Prozent) an. Seine Kandidatur für das Amt bei der Präsidentschaftswahl 2019 zog Mudge, knapp drei Wochen der Wahl, zu Gunsten des unabhängigen Kandidaten Panduleni Itula zurück. Da ein Rückzug im Wahlgesetz nicht vorgesehen ist, erschien sein Name dennoch zur Abstimmung und er erhielt 0,5 Prozent der Stimmen. Auch an der Wahl 2024 nahm Mudge als Präsidentschaftskandidat teil und kam auf 0,81 Prozent der Stimmen.